# ليه تالبوت
ليه تالبوت (بالإنجليزية: Les Talbot)‏ (3 أغسطس 1910 في المملكة المتحدة - 5 ديسمبر 1983 بألكمار في هولندا) هو مدرب كرة قدم ولاعب كرة قدم بريطاني (وحمل سابقاً جنسية المملكة المتحدة لبريطانيا العظمى وأيرلندا) في مركز مهاجم داخلي. لعب مع بلاكبيرن روفرز وكارديف سيتي ونادي والسول ونادي هدنسفورد تاون.